# Liga Deportiva Universitaria (Loja)
Liga Deportiva Universitaria de Loja, auch bekannt als Liga de Loja, ist ein 1979 gegründeter ecuadorianischer Fußballverein aus Loja, Provinz Loja, der zurzeit in der Serie B spielt.

## Geschichte
Der Verein Liga de Loja wurde 1979 als Verein der Universidad Nacional de Loja gegründet. Der Verein stieg 1990 zum ersten Mal in die Serie B auf. Nach einem erneuten Abstieg in die Zweite Kategorie (dritte Liga), gelang 2003 der erneute Aufstieg in die zweite Liga. Ein Jahr später gelang als Vizemeister der zweiten Liga der Durchmarsch in die Serie A, aus der Liga de Loja jedoch nach einem Jahr wieder abstieg. Nach fünf Jahren in der zweiten Liga wurde der Verein 2010 Zweitligameister und stieg zum zweiten Mal in die erste Liga auf.
Liga de Loja konnte sich bislang drei Mal für die Copa Sudamericana qualifizieren. Der Verein schied bei der ersten Teilnahme 2012 im Achtelfinale gegen den späteren Sieger FC São Paulo nur aufgrund der Auswärtstorregel aus. Ein Jahr später, 2013, scheiterte Loja erneut im Achtelfinale, diesmal an River Plate. Bei der dritten Teilnahme, 2015  schied Loja in der ersten Runde gegen den späteren Sieger Independiente Santa Fe aus Kolumbien aus.
Nach dem dritten Abstieg spielt Liga de Loja 2016 wieder in der Serie B.

## Stadion
Liga de Loja absolviert seine Heimspiele im Estadio Federativo Reina del Cisne. Das Stadion wurde 1980 eingeweiht und hat eine Kapazität von 14.935 Plätzen.

## Erfolge
- Meister der Serie B: 2010
- Vizemeister der Serie B: 2004
- Meister der Segunda Categoría: 2003
- Vizemeister der Segunda Categoría: 1989, 2000, 2001, 2002
- Teilnahme an der Copa Sudamericana: 3x

2012: Achtelfinale
2013: Achtelfinale
2015: 1. Runde

## Trainer
- Álex Aguinaga (2013)